# Grammia sulphurica
Grammia sulphurica là một loài bướm đêm thuộc phân họ Arctiinae, họ Erebidae.